# ランツォ・トリネーゼ
ランツォ・トリネーゼ（伊: Lanzo Torinese）は、イタリア共和国ピエモンテ州トリノ県にある、人口約4,900人の基礎自治体（コムーネ）。

## 地理

### 位置・広がり

#### 隣接コムーネ

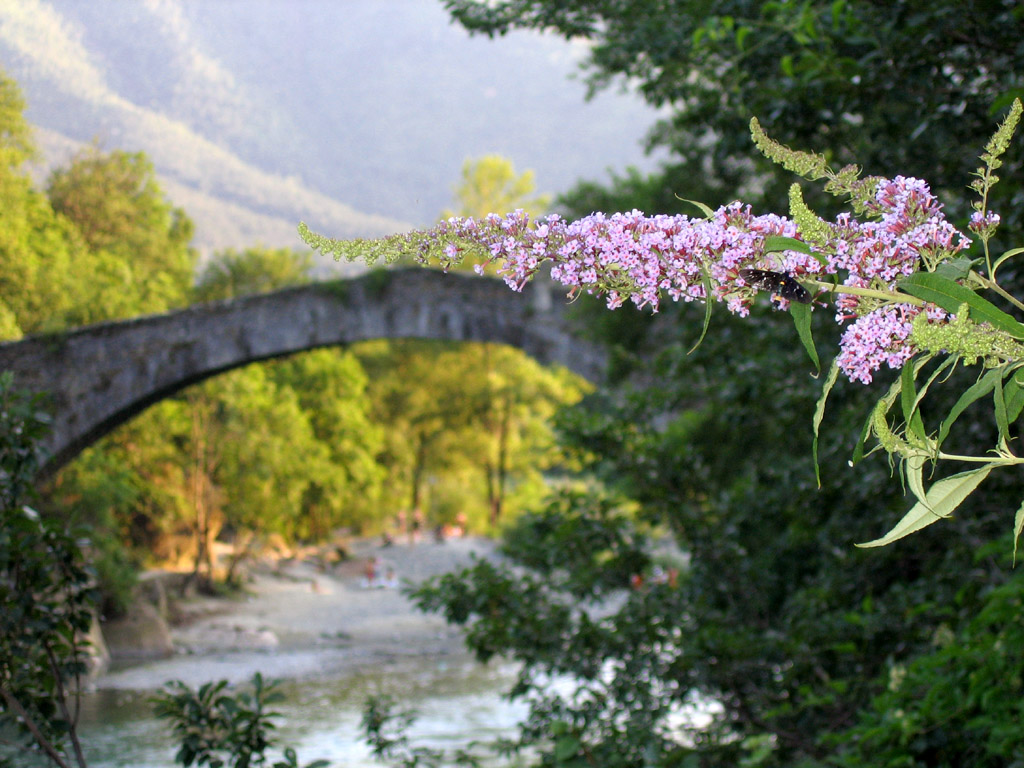
Il ponte del diavolo

隣接するコムーネは以下の通り。
- バランジェーロ
- カファッセ
- コアッソーロ・トリネーゼ
- ジェルマニャーノ
- モナステーロ・ディ・ランツォ
- ペッシネット

## 行政

### 分離集落
ランツォ・トリネーゼには、以下の分離集落（フラツィオーネ）がある。
- Oviglia, Fua, Ovairo, Brecco, Momello, Praile, Margaula, Colombaro, Grange, Cates